# قله زو (کلات)
قله زو روستایی در دهستان کبودگنبد بخش مرکزی شهرستان کلات استان خراسان رضوی ایران است.

## وجه تسمیه
معنای قلّه زو که برگرفته از موقعیت جغرافیایی آن است اجتماع دو کلمه متناقض می‌باشد (کوه‌های مرتفع و دره‌های عمیق).

## تاریخچه روستا
قدمت روستای قله زو به سالیان بسیار دراز بر می‌گردد؛ ولی سکنه فعلی آن بازماندگان و سرداران دوران نادر شاه می‌باشد؛ که وظیفه حفاظت از دژ کلات در مقابل یاغیان ترکمن را برعهده داشتند که از مناطقی کرمانشاه و سرولایت نیشابور کوچانده شده‌است. در دوران پس از نادر بیشتر زندگی خان نشینی و ارباب رعیتی بوده‌است. از نظر ترکیب جمعیتی و زبانی بسیار جالب و تعجب‌آور است. طایفه بیات اصفهان، ینگجه رومیان و اردلان کرمانشاه. انگار نادر هریک از این طوایف را از گوشه‌ای فرا خوانده‌است.
در فرهنگ دهخدا چنین توصیف شده‌است"دهی است از دهستان کبود گنبد بخش کلات شهرستان دره گز، واقع در ۳۶هزارگزی جنوب باختری کبودگنبد. موقع جغرافیایی آن دامنه و هوای آن معتدل است. سکنه آن ۱۰۱۵ تن است. آب آن از قنات و محصول آن غلات و شغل اهالی زراعت و مالداری است. راه مالرو دارد. (از فرهنگ جغرافیایی ایران ج ۹)."

## موقعیت جغرافیایی
مختصات جغرافیایی ۵۹ درجه و۵۴ دقیقه طول شرقی و ۳۶ درجه و ۵۶ دقیقه عرض شمالی در ۱۸ کیلومتری شمال شرقی شهر کلات و ۱۷۰ کیلومتری شمال مشهد قرار دارد. اکنون مسیر قله زو - کلات دارای جاده آسفالته می‌باشد.
روستای قله زو از شمال به کشور ترکمنستان و مراتع روستاهای نفطه و خلج، از سمت جنوب به منطقه ته شوروی، از غرب به مراتع و زمین‌های کشاورزی روستای سیرزار، از شرق به روستای آقداش و مراتع و زمین‌های کشاورزی آن محدود می‌شود.

## جمعیت
بر پایه سرشماری عمومی نفوس و مسکن در سال ۱۳۹۵ جمعیت این روستا ۸۹۹ نفر (در ۲۷۶ خانوار) بوده‌است.

## زبان و مذهب
مردم روستای قله زو به زبان های ترکی و اردلانی سخن می‌گویند، مسلمان و پیرو مذهب شیعه دوازده امامی هستند

## چشم‌اندازهای طبیعی
دره‌های عمیق و بی‌نظیر در ایران، کوه باباکمال و کوه‌های بی‌نظیر و ردیفی مقابل روستای قله زو، غار قارانلق
مسیر دسترسی :
در خروجی جنوبی کلات و بعد از عبور از پل و بند نادری جاده آسفالته بطول ۱۸ کیلومتر که با عبور از روستای سیرزار به روستای قله زو منتهی می شود . جاده ای شیبدار و آسفالته که یک طرف جاده رشته کوههای زنجیره ای و در دامنه زمین های دیم کشاورزی را شاهد هستیم و در سمت دیگر جاده دره های عمیقی کهبه زبان محلی زو (zo) نامیده می شود که همان گرند کانیون های معروف هستند که تا ورودی روستا این دره ها امتداد دارند و در فصل های بارانی سیلاب ها از وسط روستا و رودخانه فصلی به درون دره می ریزد و از قدیم جان احشام و ساکنین فراوانی رو گرفته است . 
روستای قله زو بلحاظ فرهنگ ساخت و ساز تا دو دهه پیش بناهای تماما سنگی سکونتگاه ساکنین روستا بوده که با ملات گل و کاه گل و سنگ های لاشه مقاوم اهالی روستا خانه سازی می کردند . بستر عمده روستا سنگی بوده و تنها در بخش شمالی روستا قسمتی از بستر گچی بوده که در ۴۰ سال پیش حمامی در همان قسمت ساخته شد که در ماههای ابتدایی بهره برداری بدلیل نشست و ترکهای عمیق دیواره های حمام قابل استفاده نبود. یک حمام قدیمی به شکل خزینه نیز در زیر زمین کنار رودخانه فصلی در قسمت جنوبی روستا قرار دارد که قابل استفاده نیست ولی ارزش باستانی دارد بدلیل قدمت ۳۰۰ ساله آن که نیاز به مرمت و ثبت در آثار فرهنگی آن وجود دارد . 
روستای قله زو جدیدا با ساخت بناهای اجری و جدید هویت قدیمی و باستانی آن در حال کمرنگ شدن است که نیاز است با تلاش بزرگان و مسوولین نسبت به تهیه طرح هادی و تفصیلی متناسب با هویت آن اقدام شود . 